# Boussan
Boussan ist eine Gemeinde mit 230 Einwohnern (Stand 1. Januar 2022) im Département Haute-Garonne in der Region Okzitanien (vor 2016 Midi-Pyrénées). Sie gehört zum Arrondissement Saint-Gaudens und zum Kanton Cazères. Die Bewohner nennen sich Boussaniens.

## Geographie
Boussan liegt an der Noue, 23 Kilometer nordöstlich von Saint-Gaudens. Nachbargemeinden sind Saint-André im Nordwesten und Norden, Eoux im Norden, Benque im Nordosten und Osten, Montoulieu-Saint-Bernard im Osten und Südosten, Aurignac im Süden sowie Cassagnabère-Tournas im Westen.

## Bevölkerungsentwicklung
| Jahr                       | 1962 | 1968 | 1975 | 1982 | 1990 | 1999 | 2006 | 2013 | 2020 |
| Einwohner                  | 319  | 258  | 234  | 225  | 211  | 190  | 202  | 238  | 234  |
| Quellen: Cassini und INSEE |      |      |      |      |      |      |      |      |      |

## Sehenswürdigkeiten
- Kirche St-Jean-Baptiste
- Schloss Boussan, Monument historique seit 1926
- Ehemalige Thermalbadeanlagen (1857–1926)

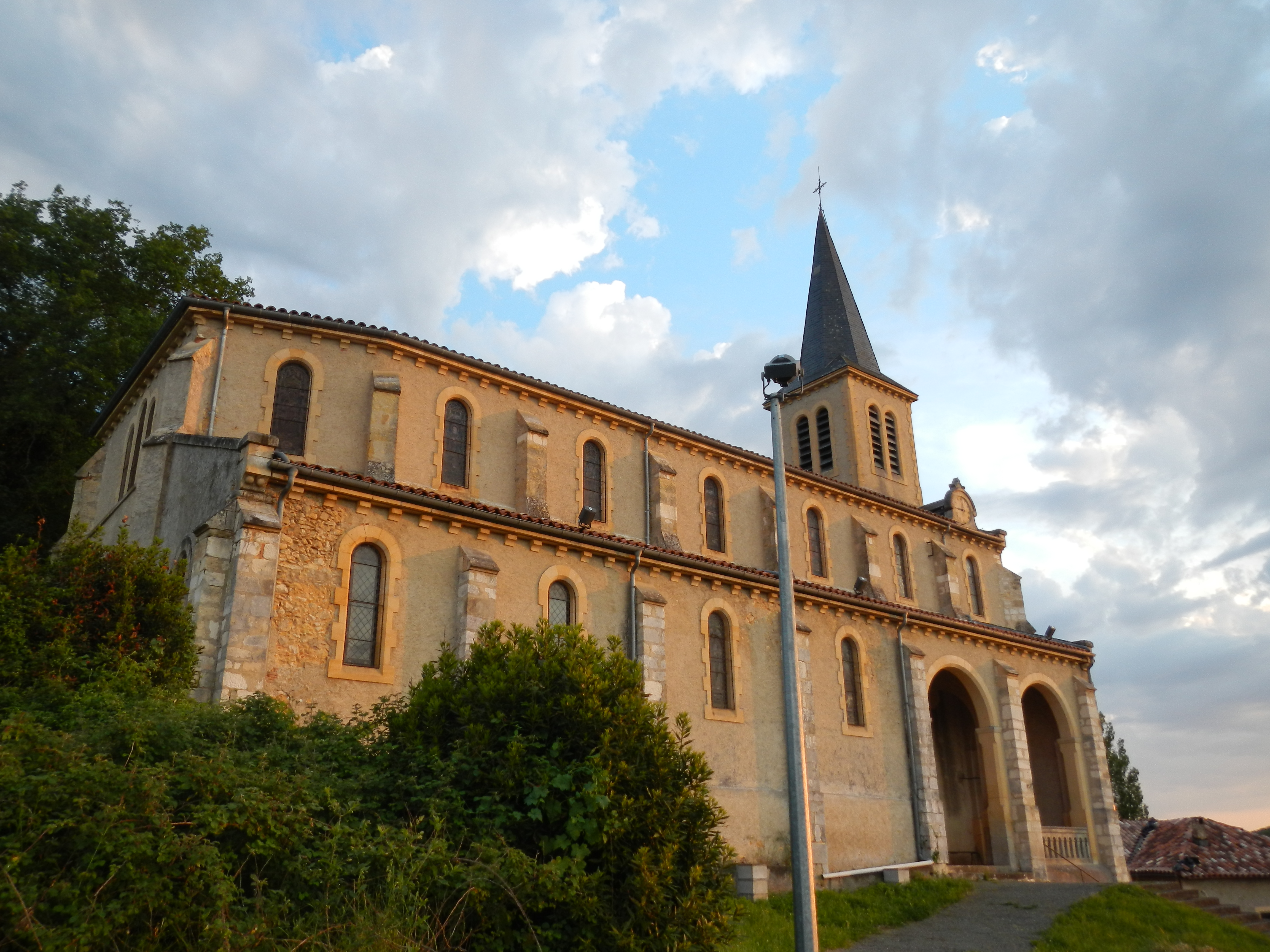
Kirche St-Jean-Baptiste